# Faro di Punta del Hidalgo
Il faro di Punta del Hidalgo si trova sulla costa nord-occidentale dell'isola spagnola di Tenerife, nell'arcipelago delle Canarie. È situato nei pressi dell'omonima località di Punta del Hidalgo, nel comune di San Cristóbal de La Laguna. La costruzione del faro è terminata nel 1992 per poi entrare in funzione nel 1994. La sua gestione è cura della Autoridad Portuaria de Santa Cruz de Tenerife ("Autorità portuale di Santa Cruz De Tenerife" in spagnolo), che ne effettua il monitoraggio del funzionamento tramite un sistema di telecontrollo.

## Struttura
Si tratta di una torre bianca in muratura di forma troncopiramidale, verticale dal lato del mare e irregolare verso l'entroterra.

## Segnale
La lanterna ad ottica rotante modello DBH-500 è stata fabbricata da La Maquinista Valenciana (LMV), una impresa spagnola specializzata in ausili alla navigazione.
Il faro è telecontrollato dal personale della sezione Faros y Señales Marítimas della Autoridad Portuaria de Santa Cruz de Tenerife.
L'alimentazione è fornita dalla rete elettrica, ma il faro dispone di un gruppo di continuità per ovviare a temporanee interruzione della fornitura.